# Дуг, Джон
Джон Томас Годфри Хоуп Дуг (англ. John Thomas Godfray Hope Doeg; 7 декабря 1908, Гуаймас, Мексика — 27 апреля 1978, Реддинг, Калифорния) — американский теннисист-любитель, 4-я ракетка мира в 1930 году. Победитель чемпионата США в одиночном разряде (1930), двукратный чемпион США в мужском парном разряде. Член Международного зала теннисной славы с 1962 года.

## Биография
Джон Дуг был третьим сыном в семье Гарольда Хоупа Дуга и Вайолет Мод Саттон; его мать, сама в прошлом теннисистка-любительница, была сестрой победительницы чемпионата США и Уимблдонского турнира Мэй Саттон. Отец, Гарольд, был американским предпринимателем, владевшим предприятиями горнодобывающей промышленности в Мексике (на основании чего предполагается, что настоящим местом рождения Джона мог быть не Гуаймас — крупный порт и основной транспортный узел мексиканского штата Сонора, а небольшой горняцкий городок Ла-Колорада неподалёку от Эрмосильо — столицы того же штата). Семья (в которой было уже пятеро детей) вернулась в США в 1915 году, когда Джону было 6 лет; американское гражданство он получил только в 1933 году.
Джон Дуг вырос в Калифорнии, где окончил Стэнфордский университет. Был женат на Доротее Скаддер в 1931 году; от первого брака было двое детей: Джон Хоуп Дуг младший, родившийся в 1933 году, и Дафна Скаддер Дуг, родившаяся в 1935 году. Пара развелась в мае 1938 года. Вновь женился на Уинифред Джейкобс через три года; от второго брака было трое детей, все девочки: Сюзанна Дуг, родившаяся в 1942 году, Саттон Х. Дуг, родившаяся между 1946 и 1947 годами, и Салли Флоренс Дуг, родившаяся в 1952 году. Его сын Джон — профессиональный гольфист, одержавший победу на чемпионате PGA.
После окончания активной теннисной карьеры посвятил себя бизнесу, переехав из Калифорнии сначала в Нью-Йорк, а затем в Рамсон (Нью-Джерси). Последние годы жизни после завершения карьеры в торговле спортивным инвентарём экс-чемпион США провёл в Калифорнии, в городке Коттонвуд. Он умер в 1978 году от эмфиземы в Мемориальной больнице Реддинга, оставив после себя вдову, Уинфред Джейкобс Дуг, сына и четырёх дочерей. В соответствии с завещанием его прах после кремации был развеян над Тихим океаном у побережья Энсенады (Мексика).

## Игровая карьера
В 18 лет, в 1926 году, он стал чемпионом США по теннису среди юношей и с 1927 года входил в десятку лучших теннисистов США, публикуемую Ассоциацией лаун-тенниса Соединённых Штатов (USLTA) в конце сезона. Его скоростная и силовая игра позволяла ему изматывать соперников, нанося один за другим сильные удары. В арсенал Дуга входили крученый удар открытой ракеткой и резаная подача, даже через 40 лет после этого считавшаяся одной из лучших в истории тенниса.
В 1929 году Дуг выиграл чемпионат Южной Калифорнии в одиночном разряде и Сибрайтский пригласительный турнир, победив в трёх сетах Норриса Уильямса. Он также стал чемпионом США в мужском парном разряде, где его партнёром был Джордж Лотт. По итогам сезона Дуг занял седьмое место уже́ в списке десяти лучших теннисистов мира, составляемом ежегодно газетой Daily Telegraph.
Следующий сезон стал самым удачным в карьере Дуга. Весной он дважды сыграл в составе сборной США в Кубке Дэвиса, выиграв обе своих одиночных встречи. На Уимблдонском турнире он пробился в полуфинал, обыграв Кристиана Буссю, но затем уступил своему соотечественнику Уилмеру Эллисону. В парном разряде они с Лоттом стали финалистами, но в матче за титул проиграли тому же Эллисону и Джону ван Рину. Позже, на чемпионате США, Дуг не только завоевал с Лоттом второй подряд титул в мужских парах, но и достиг высшего успеха в одиночном разряде. Обыграв в четвертьфинале Фрэнка Хантера, он встретился в полуфинале с посеянным под первым номером Биллом Тилденом. За этот матч, закончившийся со счётом 10:8, 6:3, 3:6, 12:10, молодой теннисист подал навылет 28 мячей. В финале ему противостоял Фрэнк Шилдс, которого Дуг победил также в четырёх сетах, закончив сезон на первом месте во внутриамериканском рейтинге и на четвёртом — в мировом. Он стал четвёртым в истории теннисистом-левшой, победившим в чемпионате США после Билса Райта, Боба Ренни и Линдли Мюррея.
В последний раз Дуг вошёл в десятку сильнейших игроков США в 1931 году. В том же году он был включён в списки Зала славы Стэнфордского университета и выпустил с Эллисоном Данцигом книгу «Элементы лаун-тенниса». После победы в чемпионате США и ухода в бизнес лишь время от времени выступал в любительских теннисных турнирах. Во второй половине 1930-х годов Дуг ещё дважды сыграл в чемпионате США, а в 1939 году стал чемпионом Новой Англии.
В 1962 году имя Джона Дуга было включено в списки Национального (впоследствии Международного) зала теннисной славы. Находится в списке 21 лучших игроков в истории тенниса.

## Финалы турниров Большого шлема за карьеру

### Одиночный разряд (1-0)
| Результат | Год  | Турнир        | Покрытие | Соперник в финале | Счёт в финале         |
| --------- | ---- | ------------- | -------- | ----------------- | --------------------- |
| Победа    | 1930 | Чемпионат США | Трава    | Фрэнк Шилдс       | 10-8, 1-6, 6-4, 16-14 |

### Мужской парный разряд (2-1)
| Результат | Год  | Турнир              | Покрытие | Партнёр     | Соперники в финале          | Счёт в финале             |
| --------- | ---- | ------------------- | -------- | ----------- | --------------------------- | ------------------------- |
| Победа    | 1929 | Чемпионат США       | Трава    | Джордж Лотт | Беркли Белл Льюис Уайт      | 10-8, 16-14, 6-1          |
| Поражение | 1930 | Уимблдонский турнир | Трава    | Джордж Лотт | Джон ван Рин Уилмер Эллисон | 3-6, 3-6, 2-6             |
| Победа    | 1930 | Чемпионат США (2)   | Трава    | Джордж Лотт | Джон ван Рин Уилмер Эллисон | 8-6, 6-3, 4-6, 13-15, 6-4 |